# Donovan Mitchell
Donovan Mitchell Jr. (Elmsford, 1996. szeptember 7. –) amerikai kosárlabdázó, aki jelenleg a Cleveland Cavaliers játékosa a National Basketball Associationben (NBA). Egyetemen a Louisville Cardinals csapatában játszott. A 2017-es NBA-drafton a Denver Nuggets a 13. helyen választotta és még aznap este Trey Lyles-ért és a 24. választásért cserébe. Első szezonjában beválasztották az NBA Első újonc csapatba és megnyerte a 2018-as Slam Dunk Contestet. Azóta ötszörös All Star lett.

## Fiatalkora
Donovan Mitchell Jr. 1996. szeptember 7-én született Donovan Sr. és Nicole gyermekeként Elmsfordban, New York-ban. Anyja Panamában született és tanár, apja pedig a Minor League Baseball ligában játszott korábban. Mivel apja a New York Mets játékoskapcsolati igazgatója volt, gyerekkorának nagy részét Major League Baseball öltözők körül töltötte. Fiatal korában Scott Kazmir és David Wright baseball játékosok voltak példaképei. Egy húga van, Jordan, aki a New York-i The City és a Riverside Hawks csapataiban kosarazott. 2010-ben Mitchell ott volt a Boys and Girls Club of Greenwich-ben, mikor LeBron James bejelentette döntését, hogy a Miami Heat játékosa lesz.

## Statisztikák

### Egyetem
| Év      | Csapat               | JM | KM | JP/M | MG%  | 3P%  | BD%  | LP/M | GP/M | L/M | B/M | P/M  |
| ------- | -------------------- | -- | -- | ---- | ---- | ---- | ---- | ---- | ---- | --- | --- | ---- |
| 2015–16 | Louisville Cardinals | 31 | 5  | 19.1 | .442 | .250 | .754 | 3.4  | 1.7  | .8  | .1  | 7.4  |
| 2016–17 | Louisville Cardinals | 34 | 33 | 32.3 | .408 | .354 | .806 | 4.9  | 2.7  | 2.1 | .5  | 15.6 |
| Karrier | Karrier              | 65 | 38 | 26.0 | .418 | .329 | .788 | 4.1  | 2.2  | 1.5 | .3  | 11.7 |

### NBA

#### Alapszakasz
| Év        | Csapat              | JM  | KM  | JP/M | MG%  | 3P%  | BD%   | LP/M | GP/M | L/M | B/M | P/M  |
| --------- | ------------------- | --- | --- | ---- | ---- | ---- | ----- | ---- | ---- | --- | --- | ---- |
| 2017–2018 | Utah Jazz           | 79  | 71  | 33.4 | .437 | .340 | .805  | 3.7  | 3.7  | 1.5 | .3  | 20.5 |
| 2018–2019 | Utah Jazz           | 77  | 77  | 33.7 | .432 | .362 | .806  | 4.1  | 4.2  | 1.4 | .4  | 23.8 |
| 2019–2020 | Utah Jazz           | 69  | 69  | 34.3 | .449 | .366 | .863  | 4.4  | 4.3  | 1.0 | .2  | 24.0 |
| 2020–2021 | Utah Jazz           | 53  | 53  | 33.4 | .438 | .386 | .845  | 4.4  | 5.2  | 1.0 | .3  | 26.4 |
| 2021–2022 | Utah Jazz           | 67  | 67  | 33.8 | .448 | .355 | .853  | 4.2  | 5.3  | 1.5 | .2  | 25.9 |
| 2022–2023 | Cleveland Cavaliers | 68  | 68  | 35.8 | .484 | .386 | .867  | 4.3  | 4.4  | 1.5 | .4  | 28.3 |
| 2023–2024 | Cleveland Cavaliers | 55  | 55  | 35.3 | .462 | .368 | .865  | 5.1  | 6.1  | 1.8 | .5  | 26.6 |
| 2024–2025 | Cleveland Cavaliers | 71  | 71  | 31.4 | .443 | .368 | .823  | 4.5  | 5.0  | 1.3 | .2  | 24.0 |
| Karrier   | Karrier             | 539 | 531 | 33.8 | .449 | .366 | .840  | 4.3  | 4.7  | 1.4 | .3  | 24.7 |
| All Star  | All Star            | 5   | 2   | 18.0 | .418 | .364 | 1.000 | 5.0  | 5.0  | 1.6 | .4  | 14.8 |

#### Rájátszás
| Év      | Csapat              | JM | KM | JP/M | MG%  | 3P%  | BD%  | LP/M | GP/M | L/M | B/M | P/M   |
| ------- | ------------------- | -- | -- | ---- | ---- | ---- | ---- | ---- | ---- | --- | --- | ----- |
| 2018    | Utah Jazz           | 11 | 11 | 37.4 | .420 | .313 | .907 | 5.9  | 4.2  | 1.5 | .4  | 24.4  |
| 2019    | Utah Jazz           | 5  | 5  | 38.6 | .321 | .256 | .727 | 5.0  | 3.2  | 1.6 | .2  | 21.4  |
| 2020    | Utah Jazz           | 7  | 7  | 37.7 | .529 | .516 | .948 | 5.0  | 4.9  | 1.0 | .2  | 36.3* |
| 2021    | Utah Jazz           | 10 | 10 | 34.6 | .447 | .435 | .829 | 4.2  | 5.5  | 1.1 | .2  | 32.3  |
| 2022    | Utah Jazz           | 6  | 6  | 38.2 | .398 | .208 | .881 | 4.3  | 5.7  | 0.7 | .5  | 25.5  |
| 2023    | Cleveland Cavaliers | 5  | 5  | 41.3 | .433 | .289 | .722 | 5.0  | 7.2  | 2.0 | .6  | 23.2  |
| 2024    | Cleveland Cavaliers | 10 | 10 | 38.2 | .476 | .354 | .815 | 5.4  | 4.7  | 1.3 | .3  | 29.6  |
| 2025    | Cleveland Cavaliers | 9  | 9  | 32.0 | .443 | .333 | .742 | 4.7  | 3.9  | 1.9 | .3  | 29.6  |
| Karrier | Karrier             | 63 | 63 | 36.8 | .440 | .355 | .825 | 5.0  | 4.8  | 1.4 | .3  | 28.3  |

## A pályán kívül
A 2017–18-as szezon alatt Mitchell szerepelt a SLAM Magazine borítóján és a Rookie on the Rise című dokumentumfilmben. A sorozat követte őt az év újonca díjért való versenyét.